# Palubní protisrážkový systém

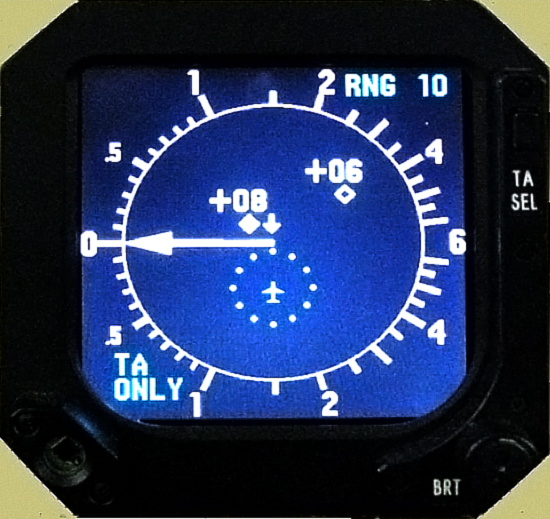
Displej systému TCAS

Palubní protisrážkový systém TCAS (anglicky: Traffic Collision Avoidance System) je bezpečnostní systém letadla, který monitoruje okolí a dává pilotům informace a varování týkající se okolního provozu.
TCAS pracuje nezávisle na řízení letového provozu a pozemních navigačních systémech. Dle standardů ICAO by měla být tímto antikolizním zařízením vybavena všechna letadla s maximální vzletovou hmotností větší než 5700 kg a všechna letadla certifikovaná k přepravě více než 19 osob.
Zkratka TCAS se vyslovuje jako „tý-kas“ a někdy může být vyložena také jako „Traffic Alert and Collision Avoidance System“.